# Заринс, Юрис
Юрис Заринс (Зариньш), (англ. Juris Zarins, латыш. Juris Zariņš; 17 февраля 1945, Германия — 8 июля 2023) — американский археолог латышского происхождения. Профессор Университета штата Миссури. Специалист по археологии Ближнего Востока.

## Биография
Родился в 1945 году в Германии, куда его родители — этнические латыши — бежали вместе с отступавшими немецкими войсками. Вскоре после его рождения семья переселилась в США.
Окончил старшую школу в г. Линкольн (штат Небраска) в 1963 году. В 1967 году окончил Небрасский университет со степенью бакалавра антропологии. Отслужив в армии США во Вьетнаме, защитил докторскую диссертацию по языкам и археологии древнего Ближнего Востока в Чикагском университете в 1974 году. Затем работал археологическим советником при департаменте древностей королевства Саудовская Аравия, после чего в 1978 году переехал работать в штат Миссури.
Участвовал во многих полевых раскопках в Саудовской Аравии, Египте, Омане, в последние годы участвует в крупномасштабном проекте в Йемене. Был главным археологом Трансарабской экспедиции, совершившей открытие города Убар в 1992 году.
Заринс опубликовал множество статей по разнообразным темам, связанным с археологией Ближнего Востока: одомашнивание лошади, ранние кочевые пастушеские сообщества, торговля обсидианом, индиго и благовониями.
По мнению Заринса, семитские языки возникли на территории кочевого пастушеского комплекса в Аравии, который появился в период осушения климата в конце докерамического неолита на древнем Ближнем Востоке (Глобальное похолодание 6200 лет до н. э.).
Согласно другой гипотезе Заринса, Эдемский сад располагался в устье Персидского залива, где в море впадают Тигр и Евфрат. Его исследование основывалось на многочисленных источниках, в том числе космических съёмках LANDSAT. Согласно его же теории, библейская река Гихон (Геон) могла соответствовать реке Карун в Иране, а река Фисон — высохшей реке Вади-Батин, ранее орошавшей плодородную центральную часть Аравии. В поддержку его гипотезы о реке Фисон высказался Джеймс А. Зауэр, однако другие археологи[кто?] подвергли её критике.
Скончался 8 июля 2023 года на 79-м году жизни.